# جی میلر (بسکتبال)
جی میلر (انگلیسی: Jay Miller؛ زاده ۱۹ ژوئیهٔ ۱۹۴۳ درگذشته ۵ آوریل ۲۰۰۱) یک بازیکن بسکتبال اهل ایالات متحده آمریکا بود.